# Sarah Jones (femme politique)
Pour les articles homonymes, voir Sarah Jones et Jones.
Sarah Ann Jones, née le 20 décembre 1972 à Croydon, est une femme politique britannique du Parti travailliste. Elle est députée pour Croydon Central depuis 2017. Elle est nommée ministre d'État fantôme à la Police et aux Pompiers en 2020.
De 2018 à 2020, elle est ministre fantôme du Logement. Depuis le 8 juillet 2024, elle est ministre d'État à l'Industrie dans le gouvernement Starmer.

## Biographie
Elle est née et grandit à Croydon. Elle fait ses études à l'école privée Old Palace à Croydon et à l'université de Durham, où elle étudie l'histoire.
Elle rejoint le Parti travailliste à l'âge de 19 ans en 1992 après avoir vu le député du Parti conservateur Peter Lilley, alors secrétaire d'État au Département de la sécurité sociale, prononcer un discours à la conférence annuelle de son parti.
Ancien chef des campagnes de l'association caritative Shelter, Jones travaille pour la députée travailliste et secrétaire à l'Irlande du Nord Mo Mowlam et mène ensuite des campagnes à la NHS Confederation.
Elle fait partie de l'équipe chargée de l'organisation des Jeux olympiques d'été de 2012 en collaboration avec Tessa Jowell, qui est alors ministre des Jeux olympiques. Elle reste proche de Jowell et, en 2018, Jones dirige un débat à la Chambre des communes pour rendre hommage à la lutte de Jowell contre le cancer du cerveau et à sa campagne pour améliorer le traitement du cancer.

## Carrière parlementaire
Elle est sélectionnée pour se présenter dans la circonscription marginale de Croydon Central aux élections générales de 2015. Malgré un swing de 5,9% vers le parti travailliste, Jones perd par 165 voix contre le conservateur sortant Gavin Barwell.
Lors des élections générales de 2017, elle remporte le siège avec succès et bat Barwell avec une majorité de 5652 voix. La victoire de Jones fait les gros titres en raison de la publication par Barwell d'un livre intitulé Comment gagner un siège marginal après sa victoire en 2015.
Elle prononce son premier discours à la Chambre des communes lors d'un débat sur l'incendie de la tour Grenfell. Elle critique l'incapacité des élus à écouter les victimes de Grenfell avant la catastrophe, et appelle le gouvernement à moderniser les alarmes dans toutes les tours.
Après avoir mis en évidence l'augmentation de la criminalité au couteau à Croydon lors de l'élection générale, Jones lance une campagne appelant à une réponse plus forte du gouvernement à la criminalité au couteau à travers le Royaume-Uni. Elle lance le Groupe parlementaire multipartite (APPG) sur les attaques au couteau en septembre 2017, en étant élue présidente du groupe. Lors de son lancement, plus de 30 députés et pairs rejoignent le groupe, qui est soutenu par les organisations caritatives Redthread et Barnardo's.
Jones est nommé Secrétaire parlementaire privé de John Healey, secrétaire du Labour Shadow Housing en janvier 2018, puis promu au poste de ministre du Logement fantôme en 2018, succédant à Tony Lloyd. Elle est réélue lors des élections de décembre 2019, toujours pour Croydon.
Elle soutient Keir Starmer lors des élections à la direction du Parti travailliste en 2020. Depuis le 8 juillet 2024, elle est ministre d'Etat à l'Industrie et à la décarbonation dans le gouvernement Starmer.